# Passaic Falls
Les Passaic Falls – ou Great Falls of the Passaic River – sont des chutes d'eau américaines formées par la Passaic à Paterson, dans le comté de Passaic, au New Jersey. Protégées au sein du Paterson Great Falls National Historical Park, elles sont classées National Natural Landmark depuis 1967.